# Philémon Cousineau

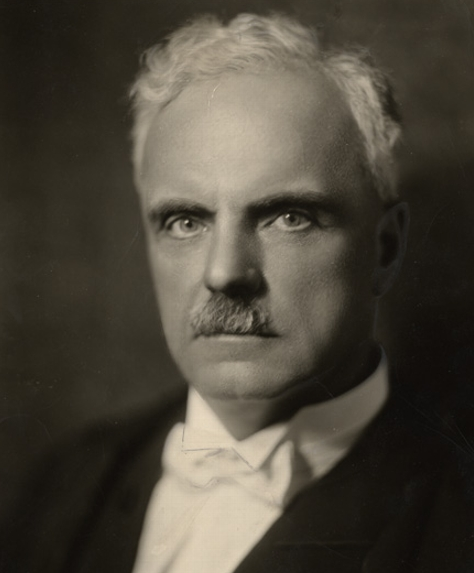
Philémon Cousineau (1940)

Philémon Cousineau (* 25. Oktober 1874 in Saint-Laurent, Montreal; † 3. März 1959 ebenda) war ein kanadischer Jurist, Hochschullehrer und Politiker, der unter anderem zwischen 1915 und 1916 Vorsitzender der Parti conservateur du Québec war sowie 1920 Richter am Obergericht der Provinz Québec wurde.

## Leben
Philémon Cousineau, Sohn des Landwirts Gervais Cousineau und dessen Ehefrau Angélique Groulx, absolvierte nach dem Besuch des Séminaire de Sainte-Thérèse-de-Blainville ein Studium der Rechtswissenschaften an der Universität Laval und nahm nach seiner anwaltlichen Zulassung in der Provinz Québec am 25. September 1896 eine Tätigkeit als Rechtsanwalt auf. Er betrieb zunächst eine eigene Anwaltskanzlei in Montreal und danach eine gemeinsame Kanzlei mit Joseph-Gédéon-Horace Bergeron, der zwischen 1879 und 1900 sowie von 1904 bis 1908 Mitglied des kanadischen Unterhauses war. Später arbeitete er zudem mit François de Sales Bastien, Napoléon-Urgèle Lacasse und Aquila Jasmin zusammen. Am 8. April 1901 schloss er seine Promotion zum Doktor der Rechte an der Universität Laval mit der Dissertation „Des corporations“ ab, einer Arbeit zum Unternehmensrecht. Nachdem er zwischen 1902 und 1906 als außerordentlicher Professor für Kommunalrecht an der Universität Laval sowie von 1907 bis 1908 als ordentlicher Professor für Verwaltungsrechtlehre an der Universität Laval lehrte, übernahm er dort zwischen 1908 und 1920 eine ordentliche Professur für Verfassungs- und Kommunalrecht. Am 30. Juni 1909 erfolgte seine Ernennung zum Kronanwalt.
Neben seiner Lehrtätigkeit begann Cousineau sein politisches Engagement für die Parti conservateur du Québec in der Kommunalpolitik und bekleidete vom 19. Januar 1905 bis zum 11. Februar 1909 das Amt als Bürgermeister der damals eigenständigen Stadt Saint-Laurent, die heute eines von 19 Arrondissements von Montreal ist. Bei der Wahl am 8. Juni 1908 wurde er für Konservative Partei im Wahlkreis „Jacques-Cartier“ zum Mitglied der Legislativversammlung von Québec gewählt und konnte sich dabei gegen den bisherigen Wahlkreisinhaber Joseph-Adolphe Chauret von der Parti libéral du Québec durchsetzen. Er gehörte der Legislativversammlung nach seiner Wiederwahl am 15. Mai 1912 bis zu seiner Niederlage bei der Wahl am 22. Mai 1916, als er den Wahlkreis an sein Herausforderer von Liberalen Partei, Joseph-Séraphin-Aimé Ashby, verlor. Am 16. Februar 1915 wurde er als Nachfolger von Joseph-Mathias Tellier Vorsitzender der Konservativen Partei sowie Oppositionsführer im Parlament. Bei der Wahl am 22. Mai 1916 verloren neben ihm neun weitere Abgeordnete ihre Mandate, so dass die Parti conservateur nur noch sechs von 81 Abgeordneten in der Legislativversammlung stellte. Im Anschluss wurde Arthur Sauvé 1916 als sein Nachfolger zum neuen Parteivorsitzenden und Oppositionsführer gewählt.
Nach seinem Ausscheiden aus dem Parlament widmete sich Philémon Cousineau wieder seiner Lehrtätigkeit an der Universität Laval und wurde am 3. November 1920 zum Richter am Obergericht (Cour supérieure du Québec) für den Gerichtsbezirk Terrebonne berufen. Er war zudem Präsident der Mount Royal Telephone Co. und der St. Lawrence Tobacco Co. sowie Direktor der Saraguay Light & Power Co. Zuletzt war er zwischen 1940 und 1945 Dekan der juristischen Fakultät der Universität Montreal, ehe 1946 seine Emeritierung als Professor erfolgte. Er hatte am 26. April 1897 in der Pfarrei Sacré-Coeur-de-Jésus in Montreal Helmina Gendron, Tochter von Louis-Stanislas Gendron und dessen Ehefrau Marie Lebel, geheiratet. Nach seinem Tode am 3. März 1959 wurde er am 7. März 1959 auf dem Friedhof Saint-Laurent beigesetzt.